# União polaco-lituana

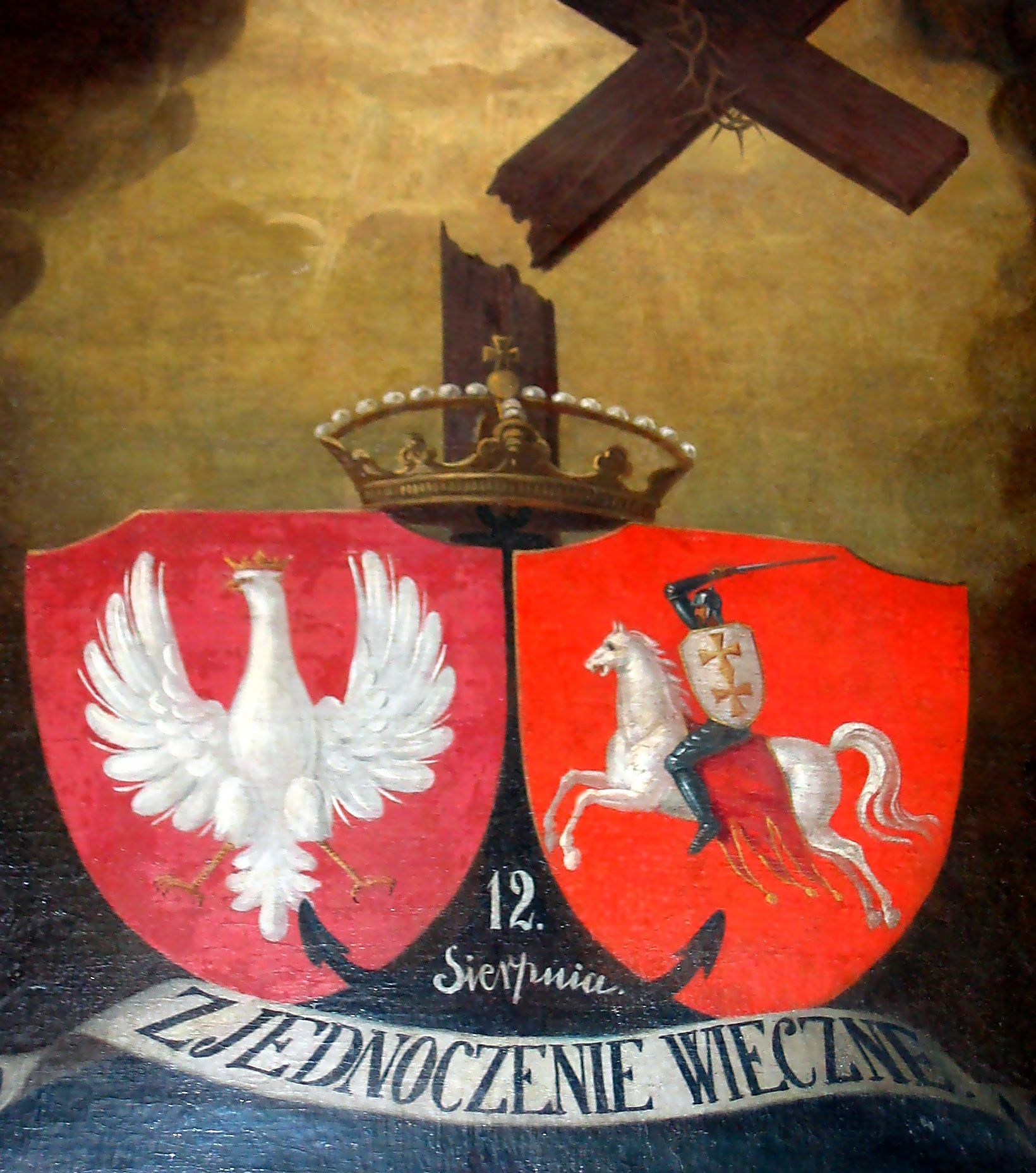
União polaco-lituana.

O termo "união polaco-lituana" se refere a uma série de atos e alianças entre o  Reino da Polônia e o Grão-Ducado da Lituânia que levou à criação da união polaco-lituana — a "República das Duas Nações" — em 1569 e eventualmente à criação de um estado unitário em 1791.
Os atos mais importantes do processo de união foram:
- 1385 - União de Krewo - uma união pessoal;
- 1401 - União de Vilnius e Radom - foi dado à Lituânia vasta autonomia, com Vytautas como Grão-duque e Władysław Jagiełło como seu suserano;
- 1413 - União de Horodło;
- 1432 (1432-34) - União de Grodno;
- 1499 - União de Cracóvia e Vilnius;
- 1503- União de Mielnik;
- 1 de julho de 1569 - União de Lublin - criação da República das Duas Nações;
- 3 de maio de 1791 - Constituição polonesa de 3 de maio de 1791:  o Reino da Polônia e o Grão-Ducado da Lituânia foram abolidos, e um estado comum foi criado em seu lugar.